# Phil Markowitz
Philip L. 'Phil' Markowitz (New York, 6 september 1952) is een Amerikaanse jazztoetsenist (keyboards) en -componist van de fusionjazz, die ook als lyrische begeleiding op de akoestische piano naar voren is gekomen.

## Biografie
Markowitz had sinds zijn vierde pianoles en vanaf zijn achtste compositieles. Hij studeerde aan de Eastman School of Music. De band Petrus, die hij in die tijd oprichtte, werd op het Newport Jazz Festival van 1973 gepresenteerd als de meest veelbelovende fusionband. Vanaf 1975 werkte hij met Nick Brignola, Jeremy Steig en Joe Chambers, maar al snel ook met Toots Thielemans, met Miroslav Vitouš en met Chet Baker, met wie hij tot 1983 ook meerdere malen in Europa verbleef. Hij heeft ook opgetreden met Bob Berg, Al Di Meola, de Brecker Brothers en met Stan Getz, Lionel Hampton, Dizzy Gillespie en Mel Lewis. Met Eddie Gomez en Al Foster nam hij in 1980 het (later uitgebrachte) album Sno Peas op, voordat hij in 1983 zijn debuutalbum opnam. In 1985 vormde hij een trio met Di Meola en Airto Moreira, dat vervolgens werd uitgebreid tot een kwintet met Chip Jackson en Danny Gottlieb en het album Soaring Through a Dream uitbracht. In 1987 werd hij lid van Bob Mintzers bigband. Sinds 1990 toert hij ook internationaal met Dave Liebman, met wie hij albums als Miles Away en Voyage uitbracht. Daarnaast blijft hij zijn eigen trio onderhouden en heeft hij de afgelopen jaren met Joe Lovano, Liebman en Ravi Coltrane als Saxophone Summit getoerd. Verder nam hij deel aan opnames van Phil Woods, Vic Juris, Marvin Stamm of Jerry Hahn.
Markowitz was professor aan het Mannes College en geeft nu les aan de Manhattan School of Music. Hij geeft ook masterclasses aan de Universiteit van Miami, de Eastman School of Music en in Europa. Hij is bekroond met verschillende compositieprijzen.

## Discografie
Als leader
- 1983: Restless Dreams
- 1986: Soaring Throug a Thing
- 1995: Vic Juris: Night Tripper
- 1996: In the Woods
- 2001: Met Dave Liebman: But Beautiful
- 2007, 2017: Met Dave Liebman und Joe Lovano: Compassion: The Music of John Coltrane

Als sideman
- met David Liebman: Classique, Turn It Around, Miles Away, Songs For My Daughter, Return of the Tenor, Voyage, New Vista, Medidations,  vooralsnog zonder titel, de werken van Puccini.
- met Bob Mintzer: Art of the Big Band, Spectrum, Departure, Only In New York, Big Band Trane, Latin In Manhattan, vooralsnog ongetiteld kwartet met Peter Erskine.
- met Chet Baker: Looking For the Light - A Tribute To Chet Baker, Live at Nick's, Oh You Crazy Moon, Broken Wing, Two a Day, Live at Chateauvalion, 1978, Live at the Rising Sun.
- met Mel Lewis: Live in Israel .
- met Phil Woods: For Astor, For Elis.
- met Lionel Hampton: Mostly Ballads.
- met Al Dimeola: Soaring Through A Dream.
- met Nick Brignola: Poinciana (Reservoir, 1997)
- met Jack Wilkins en Brecker Brothers: You Can't Live Without It.
- met Jaroslav Jakubovič: Coincidence (2009)